# Ah-Rezeptor

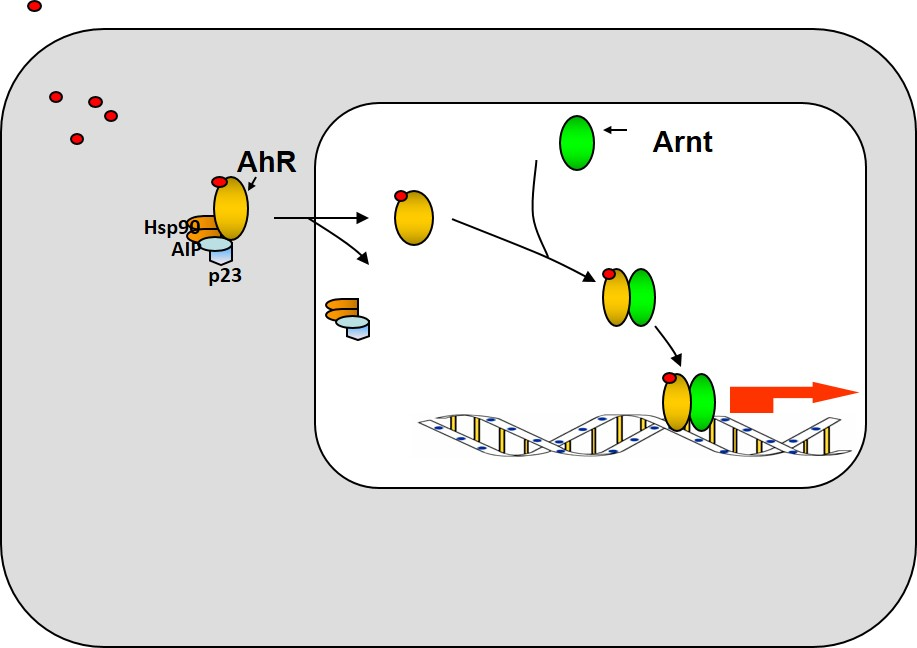

Der Aryl-Hydrocarbon-Rezeptor (AhR, Ah-Rezeptor, auch Dioxinrezeptor (veraltet)) ist ein Liganden-aktivierter Transkriptionsfaktor aus der PAS-Familie (Per-ARNT-Sim-Familie) der basischen helix-loop-helix-Familie. Der AhR liegt in nicht-aktiver Form im Cytosol in einem Komplex mit weiteren Proteinen (hsp90, AIP, p23) vor. Nach Bindung an einen Liganden und dadurch verursachter Konformationsänderung löst sich der Protein-Komplex auf und die Translokation in den Zellkern ist möglich. Innerhalb des Zellkerns bildet der Ah-Rezeptor ein Dimer mit dem Protein ARNT (engl.: Ah receptor nuclear translocator) und kann somit an bestimmte kurze DNA-Sequenzen in Genpromotoren binden. Hierdurch wird die Transkription des betreffenden Genes ausgelöst. Der AhR degradiert nach Verlassen des Zellkernes wieder. Die Affinität des AhR zu Liganden ist in verschiedenen Spezies unterschiedlich. Darüber hinaus sind auch Genvarianten bekannt, die zu unterschiedlicher Affinität führen. Der AhR ist in vielen Zellen vorhanden, besonders ausgeprägt ist er in Zellen von Grenzflächenorganen wie Haut, Darm und Lunge, sowie in den meisten Zellen des Immunsystems.

## Zielgene des Ah-Rezeptors
Zahlreiche Gene enthalten eine oder mehrere AhR-Bindungsstellen in ihrem Promotor und sind daher potentielle Zielgene. Die Stärke der induzierten Transkription schwankt und scheint von der Qualität und Positionierung der AhR-responsiven Promoterelemente sowie zell-spezifischen Faktoren abzuhängen. Gut untersucht ist die Induktion von Genen des fremdstoffmetabolisierenden Enzymsystems, insbesondere Cytochrom P450 1A1. Dieses Enzym gehört zu den Phase I Enzymen und baut Ringmoleküle ab, darunter auch Liganden des AhR selbst. In der Tat war eine der ersten entdeckten Funktionen des AhR der Abbau von polyzyklischen Kohlenwasserstoffen (Arylhydrocarbone). Weitere nachgewiesene Zielgene wurden im Immunsystem identifiziert (TGFβ, IL-2, IL-22, c-kit).

## Liganden des Ah-Rezeptors
Der AhR hat nur eine Bindungsstelle und kann eine Vielzahl von strukturverschiedenen Molekülen binden, sofern sie eine gewissen Größe und planare Form aufweisen. Dies sind sowohl eine Reihe von polyzyklischen Kohlenwasserstoffe wie Benzo[a]pyren, Dioxine oder Furane, als auch aus Pflanzen stammende Moleküle und Indolderivate. Aus der Aminosäure Tryptophan kann durch Sonnenlicht das Molekül 6-Formylindole[3,2b]carbazol in der Haut gebildet werden. Ebenso sind Kynurenine (Metabolite von Tryptophan) bekannte AhR-Liganden. Die Affinität der verschiedenen Liganden ist sehr unterschiedlich. Hochaffine Liganden (Kd-Werte <10−9 M) sind TCDD (2,3,7,8-Tetrachlordibenzo-p-dioxin), Indolocarbazol, ITE (Indolylcarboxythiazolcarbonsäuremethylester) und FICZ (6-Formylindole[3,2b]carbazol), niedrigaffine Liganden sind z. B. Kynurenin (Kd 10−6 M, also etwa 1000-fach schlechtere Bindungskraft). Liganden werden nach Aktivierung des AhR wieder abgebaut. Ausnahme ist TCDD, das kaum verstoffwechselt wird und im Menschen ein sehr lange Halbwertszeit von ca. 7 Jahren hat.

## Funktionen des Ah-Rezeptors
Die Aufgaben des Rezeptors liegen in der Metabolisierung (Verstoffwechselung) von organischen Molekülen, Kontrolle des Zellwachstums und der zellulären Differenzierung. In den Jahren seit 2008 listete die Datenbank für biologisch-medizinische Literatur PubMed jährlich 300–500 Fachartikel zum Stichwort aryl hydrocarbon receptor.
Eine wichtige Funktion hat der Rezeptor für das Immunsystem.
Der AhR ist relevant in der Kanzerogenese und Tumor-Evasion, u. a. können Tumoren mithilfe des AhR für sich ein immungeschwächtes Mikromilieu erzeugen.
Im Darm werden von verschiedenen Darmbakterien Liganden des AhR gebildet, die für ein funktionierendes Darmimmunsystem wichtig sind. Auch über die Nahrung können AHR-Liganden aufgenommen werden. Fehlen des AHR und eine AHR-ligandenarme Diät wurden bei Mäusen mit einer geschwächten Darmbarriere assoziiert.

## Modulator
Tapinarof ist ein nichtsteroidaler Modulator des Ah-Rezeptors, dessen topischer Einsatz zur Behandlung der Psoriasis und der atopischen Dermatitis in der Entwicklung ist. Er hat eine immunmodulierende, Haut-stabilisierende und antioxidative Wirkung.